# En territoire indien
 (octobre 2022).
Pour plus de détails, voir Fiche technique et Distribution.
En territoire indien est un film français réalisé par Lionel Epp, sorti le 28 mai 2003.

## Synopsis
À cause d'une seconde d'inattention, Jean-Claude Adam renverse deux jeunes en scooter sur une petite route de province. L'accident tombe on ne peut plus mal pour ce patron de boîte de nuit qui s'apprêtait à s'envoler pour le Mexique avec l'argent de ses partenaires mafieux. Les croyant morts, Jean-Claude cherche aussitôt à faire disparaître les corps dans les bois. Mais l'une des victimes, Rachel, a survécu. En outre, Jean-Claude ignore qu'il a été suivi. Cédric, garçon silencieux fasciné par les Indiens d'Amérique du Nord, dont il a en partie adopté le mode de vie, a en effet tout vu. Il attend le départ du chauffard pour se porter au secours de Rachel et la soigne dans son campement forestier...

## Fiche technique
- Titre : En territoire indien
- Réalisateur : Lionel Epp
- Scénario : Lionel Epp et Laurent Thoraval
- Montage : Hélène Viard
- Musique : Erwan Mirabeau et Marc Marder
- Genre : drame
- Durée : 97 minutes
- Dates de sortie : 28 mai 2003 (France)

## Distribution
- François Berléand : Jean-Claude Adam
- Jérémie Renier : Cédric
- Claire Keim : Gladys
- Isabelle Roelandt : Anne-Marie
- Hubert Saint-Macary : Le capitaine de gendarmerie
- Nicky Marbot : Serge
- Jean-Noël Brouté : Un gendarme
- Michel Scotto di Carlo : Un gendarme
- Bouli Lanners : Un gendarme
- Stéphane Boucher : Le père de Cédric
- Thomas Delvaux : Nicolas
- Michaël Abiteboul : Jean-Denis
- Lakshantha Abenayake : Le gangster latino
- Bernard Graczyk : Un gangster
- Sébastien Waroquier : Un gangster
- Dimitri Linder : Le vigile
- Philippe Drecq : L'homme bedonnant
- Luc Bromagne : Le père boutique
- Stéphane Vincent : Le fils boutique
- Mélanie Dermont : Valentine